# Saint-Léger-Vauban
Saint-Léger-Vauban este o comună în departamentul Yonne, Franța. În 2009 avea o populație de 411 de locuitori.

## Evoluția populației
| An        | 1975 | 1982 | 1990 | 1999 | 2006 | 2009 |
| --------- | ---- | ---- | ---- | ---- | ---- | ---- |
| Populație | 509  | 489  | 394  | 440  | 424  | 411  |